# Tezeusz
Tezeusz (gr. Θησεύς Thēseús, łac. Theseus) – w mitologii greckiej królewicz i heros ateński.
Uchodził za syna Posejdona i Ajtry (formalnie był synem Egeusza, króla Aten). Wychowywany poza domem z obawy przed żądnymi tronu synami swojego stryja Pallasa. Jego wejściem w dorosłość było uniesienie głazu, pod którym Egeusz (Ajgeus) zostawił dla niego miecz i sandały.
Przypisuje mu się siedem prac (analogicznych do dwunastu prac Heraklesa), które miał wykonać jeszcze przed przybyciem do Aten:
- Zabicie zbója Perifetesa zabijającego ludzi maczugą (maczugi tej potem sam używał),
- Zabicie olbrzyma Sinisa, który naginał sosny, przywiązywał do nich ludzi, puszczał, a drzewa rozrywały ich na strzępy,
- Zabicie Minotaura,
- Zabicie olbrzymiej dzikiej świni Fai w Krommyon, która zrobiła wiele szkód i zabiła wielu ludzi,
- Zabicie łotra – Skirona, który zmuszał ludzi do mycia swoich nóg, a gdy to już zrobili, strącał ich ze skały prosto w paszczę olbrzymiego żółwia,
- Zabicie siłacza Kerkyona w zapasach,
- Okaleczenie Prokrusta, który zmuszał przechodniów, by kładli się w jednym z jego łóżek i jeśli ich nogi wystawały za łóżko obcinał im je, a jeśli były za krótkie naciągał je w stawach, aby je wydłużyć.

W Atenach spotkał swojego ojca Ajgeusa, który nie rozpoznał go, a za namową swojej żony – słynnej w mitologii greckiej czarownicy Medei (która domyśliła się prawdy o nim) wysłał go na walkę z ogromnym bykiem pustoszącym pola Maratonu (miał to być byk, który spłodził wcześniej Minotaura). Po pokonaniu byka i wypędzeniu Medei walczył z pretendentami do tronu ateńskiego.
W owym czasie Ateny składały coroczną ofiarę królowi Krety Minosowi, wysyłając siedmiu chłopców i siedem dziewcząt na pożarcie przez Minotaura, mieszkającego w Labiryncie potwornego syna Minosa. Tezeusz zgłosił się jako jeden z siedmiu i zabił Minotaura. Następnie wydostał się z Labiryntu przy pomocy Ariadny, córki Minosa, która dała mu kłębek nici (Dedal przed ucieczką powiedział jej, aby osoba, która wchodzi do labiryntu przywiązała jeden koniec kłębka nici do progu drzwi i go rzuciła, wtedy kłębek potoczy się do miejsca gdzie nocuje Minotaur). Jednak Tezeusz zostawił Ariadnę na wyspie Naksos. Wracając do Aten, zapomniał rozwinąć szkarłatne żagle (według innych wersji miały to być białe żagle), co było umówionym z Ajgeusem znakiem zwycięstwa. Ojciec, widząc czarne żagle, rzucił się ze skały w morze.
Tezeusz brał udział w wojnie z Amazonkami, zakończonej poślubieniem ich królowej, Antiope. Ich syn – Hippolytos (Hipolit) stał się potem obiektem namiętności kolejnej żony Tezeusza – Fedry, która, odtrącona przez niego, popełniła samobójstwo, oskarżając fałszywie Hipolitosa. Tezeusz wygnał go i dopiero po jego śmierci poznał prawdę. Wątek ten stał się tematem wielu sztuk dramatycznych zarówno autorów antycznych jak i czasów późniejszych, m.in. Eurypidesa, Seneki, czy Racine’a.
Na weselu swojego przyjaciela Pejritoosa, na które zostali zaproszeni  dzicy centaurowie, stoczył z nimi zwycięską walkę. Następnie, po owdowieniu i złożeniu sobie nawzajem z Pejritoosem obietnicy, iż wspierać się będą przy zdobywaniu żon, porwał słynną już wtedy z urody dwunastoletnią Helenę Trojańską, której jednak ze względu na jej wiek nie poślubił. Odwdzięczając się Pejritoosowi za pomoc zszedł z nim do Hadesu, by pomóc mu w uwiedzeniu Persefony. Przyjęci przez samego Hadesa, który dowiedział się o ich zamiarach, zostali posadzeni i skuci „wężowymi splotami” na tzw. „Krześle Zapomnienia”. Tezeusz został dopiero uwolniony przez Heraklesa, gdy ten przybył, by porwać psa Cerbera, który następnie uciekł z powrotem do Hadesu.
Zginął na wygnaniu w tajemniczy sposób, według najbardziej rozpowszechnionej wersji, miał być zepchnięty ze skały do morza przez króla Skyros Likomedesa, który miał zazdrościć mu sławy. Jego grób znaleziono na wyspie Skyros i przewieziono szczątki herosa do Aten. Jego grobowiec-świątynia był azylem dla zbiegłych niewolników i dla biedaków, ściganych za długi. Jego duch miał brać udział w bitwie pod Maratonem.
Tezeusz był jednym z największych mitycznych herosów antycznej Grecji.